# Marie Richardson
Marie Richardson (Ljusdal, 6 giugno 1959) è un'attrice svedese.

## Biografia
Ha lavorato in molti film svedesi, ma ha anche preso parte a qualche film statunitense, come Eyes Wide Shut, diretto da Stanley Kubrick, in cui interpreta Marion. Nel 2008 ha sposato l'attore Jakob Eklund, con cui era fidanzata da molti anni e da cui aveva avuto due figli: Klara (1995) e Leon (2000).

## Riconoscimenti
- 2004 - Guldbagge
  - Candidatura a miglior attrice non protagonista per Alle prime luci dell'alba